# Ginsiana longicornis
Ginsiana longicornis är en stekelart som beskrevs av Trjapitzin 1969. Ginsiana longicornis ingår i släktet Ginsiana och familjen sköldlussteklar. Inga underarter finns listade i Catalogue of Life.